# Béla Vavrinecz
Béla Vavrinecz (soms ook: Vavrinez) (Boedapest, 18 november 1925 - 8 november 2004) was een Hongaars componist en dirigent.

## Leven
Naar studies van 1943 tot 1952 bij Rezső Kókai, Zoltán Kodály, János Ferencsik en László Somogyi aan de Liszt Ferenc Zeneművészeti Főiskolán (Muziekacademie) in Boedapest was hij leider van verschillende ensembles. In 1957 en 1958 was hij dirigent van het Philharmonisch Orkest in Győr. Vanaf 1961 was hij dirigent van het symfonieorkest van het Ministerie van Binnenlandse Zaken en sinds 1983 het Ensemble "Duna" in Boedapest. Als componist schreef hij verschillende werken voor harmonieorkest.

## Composities

### Werken voor harmonieorkest
- 1987 Pokos Tanz
- 1988 Ballett-Szene
- 2e Rhapsodie
- Balatoni népdalok

### Missen, oratoria en gewijde muziek
- 1992 Gizella, az első magyar királyné, oratorium - libretto: Konrád Szántó

- Bibliothèque nationale de France: cb13814398h (data)
- Catàleg d'autoritats de noms i títols de Catalunya: 981058510419506706
- Gemeinsame Normdatei: 134584872
- International Standard Name Identifier: 0000 0000 7880 6558
- Library of Congress Control Number: no2006005910
- Virtual International Authority File: 56357811
- WorldCat: E39PBJcWtb4Ptgf7kjrr8Qw9jC